# Bram van der Heijden
Bram van der Heijden (1985) is een Nederlands acteur. 

## Opleiding en werk
Van der Heijden studeerde aan de Toneelschool Arnhem.
Via het Onafhankelijk Toneel, Bonheur en Toneelgroep Oostpool kwam hij terecht bij het Noord Nederlands Toneel; eerst onder de artistieke leiding van Ola Mafaalani, inmiddels maakt hij alweer jaren deel uit van het ensemble van Guy Weizman. Hij stond in bijna alle NNT-producties, waaronder de gelauwerde voorstellingen Borgen, Carrousel, Salam, Brave new World 2.0 en Nachtwacht en speelde de titelrol in Dorian. 
Van der Heijden is daarnaast ook actief in de film- en televisiewereld. Naast zijn rol als Luuk Visser in de ziekenhuissoap Centraal Medisch Centrum was hij te zien in de tv-serie Rembrandt en ik, in de korte film Horizon en in Oogappels. Verder was hij te zien in de misdaadserie Lois, in het vierde seizoen van Nieuwe buren en in de bioscoopfilm Alles is zoals het zou moeten zijn.

## Theater[2]
- Tjechov (2012) - Theatergroep Oostpool, regie: Erik Whien
- Crash (2013) - Noord Nederlands Toneel, regie: Guy Weizman en Ko van den Bosch
- Het proces (2013) - Theatergroep Oostpool, regie: Marcus Azzini
- Oresteia (2013) -  Noord Nederlands Toneel, regie: Gerardjan Rijnders
- Voor Eeuwig (2014) - Noord Nederlands Toneel, regie: Tom de Ket
- De Laatkomer (2014) - Noord Nederlands Toneel, regie: Ola Mafalaani
- De 12 gezworenen (2015)  Noord Nederlands Toneel, regie: Guy Weizman
- Sneeuwwitje (2015)  Noord Nederlands Toneel, regie: Ko van den Bosch
- All Inclusive (2016)  Noord Nederlands Toneel, regie: Ko van den Bosch
- Borgen (2016) - Noord Nederlands Toneel, regie: Ola Mafalaani
- All Inclusive (2016) - Noord Nederlands Toneel[3], regie: Ko van den Bosch
- Carrousel (2017) - Noord Nederlands Toneel / Club Guy & Roni / K[h]AOS
- Penthesilea (2017) - Noord Nederlands Toneel, regie: Julie Vandenberghe
- Monte Verità (2017) - Noord Nederlands Toneel, Eline Arbo
- Salam (2018) - NNT, Club Guy & Roni, Asko|Schönberg, regie: Guy Weizman
- Dorian (2018) - Noord Nederlands Toneel, regie: Christoph Coppens
- Brave New World 2.0 (2019) - NITE, regie: Guy Weizman
- Er zal iemand komen (2019) - Noord Nederlands Toneel, Firma Ducks, regie: Liliane Brakema
- Oom Wanja (2020) - Noord Nederlands Toneel[4], regie: Liliane Brakema
- Nite Delivery (2021) - NITE
- Het Achtste Leven (voor Brilka) (2024) - Theater Oostpool
- NITE in progress: Oersoep (2025) - NITE